# Калдарово
Калда́рово (рос. Калдарово, башк. Ҡалдар) — присілок у складі Кугарчинського району Башкортостану, Росія. Адміністративний центр Волостновської сільської ради.
Населення — 322 особи (2010; 373 в 2002).
Національний склад:
- башкири — 75%